# Río Lérez
Der Río Lérez ist ein knapp 60 km langer Küstenfluss in der Provinz Pontevedra in der autonomen Region Galicien im Nordwesten Spaniens. 

## Verlauf
Der Río Lérez entspringt in den galicischen Bergen etwa 3 km südlich des Zisterzienser-Klosters Acibeiro. Er fließt hauptsächlich in südwestliche Richtungen und mündet im Stadtgebiet von Pontevedra in die Meeresbucht der Ría de Pontevedra. Bis hierhin wird er von den etwa 1 m hohen Gezeiten des Atlantiks beeinflusst.

## Nebenflüsse
Wenige kleine Flüsse (ríos) sowie mehrere kleine, teils namenlose Bäche (regos oder regueiros) speisen den nirgends gestauten Rio Lérez.

## Orte am Fluss
- Pontevedra

## Sehenswürdigkeiten
Das ehemalige Zisterzienser-Kloster Acibeiro liegt nur etwa 3 km nördlich der Quelle des Río Lérez.